# Cephaloidophora talitri
Cephaloidophora talitri is een soort in de taxonomische indeling van de Myzozoa, een stam van microscopische parasitaire dieren. Het organisme komt uit het geslacht Cephaloidophora en behoort tot de familie Cephaloidophoridae. Cephaloidophora talitri werd in 1912 ontdekt door Mercier.